# See for Miles Records
See for Miles Records foi uma gravadora britânica especializada em relançamentos de antigas bandas e selos, incluindo gravações da Dandelion Records, que atuou entre as décadas de 1980 e 2000. O nome da gravadora faz alusão tanto ao seu proprietário Colin Miles quanto à canção do The Who "I Can See for Miles". Desde 2007, ela pertence ao selo "Phoenix Music International".